# Portulaca foliosa
Portulaca foliosa är en portlakväxtart som beskrevs av Ker-gawl. Portulaca foliosa ingår i släktet portlaker, och familjen portlakväxter. Utöver nominatformen finns också underarten P. f. lateritia.